# Dragostea și revoluția
Dragostea și revoluția este un film românesc din 1983 regizat de Gheorghe Vitanidis. Rolurile principale au fost interpretate de actorii Gheorghe Cozorici, Valeria Seciu și Ion Dichiseanu.

## Distribuție
Distribuția filmului este alcătuită din:
- Gheorghe Cozorici — Dumitru Dumitru, prim-secretarul Comitetului Județean Vâlcea al PCR
- Valeria Seciu — Alexandra Terenția Rudeanu, arhitectă, urmașa boierilor Rudeanu
- Ion Dichiseanu — Tudor Cernat, inginer, director general al complexului industrial
- Mircea Albulescu — Anghel Albu, secretar al CC al PCR
- George Constantin — Manuil Păianu, secretar al Comitetului Județean Vâlcea al PCR
- Rodica Tapalagă — Carmina Cernat, soția ing. Cernat
- Olga Tudorache — boieroaica Bonifacia Rudeanu, bunica Terenției
- Dorina Lazăr — soția lui Păianu
- Nicolae Dinică — Nicolae Mihalache, secretar al Comitetului Județean Vâlcea al PCR
- Sandu Simionică — secretarul cu probleme economice al Comitetului Județean Vâlcea al PCR
- Dan Condurache — David Cezar, activist al CC al PCR
- Ovidiu Moldovan — inginerul restaurator al conacului Rudeanu, fiul lui Lisandru Ghiță Praz
- Radu Dunăreanu — țăran din Cireșu, prietenul din tinerețe al lui Dumitru
- George Buznea
- Ion Punea
- Doina Tamaș
- Bob Călinescu
- Efi Fappas
- Coni Fappas
- Ruxandra Bucșescu
- Traian Zecheru
- Laurențiu Lazăr
- Gheorghe Giura